# Єфрем (Кривий)
Єфре́м Васи́ль Криви́й (12 грудня 1928, колонія Салтіньо, Іваї, Парана, Бразилія — 3 квітня 2012, Куритиба, Бразилія) — єпископ Куритибської єпархії святого Івана Хрестителя Української греко-католицької церкви (1978–2006), василіянин.

## Життєпис

### Дитинство, вступ до монастиря, студії
Початкову школу закінчив у рідному Салтіньо. 1940 року вступив до Малої семінарії святого Йосифа (Отців Василіян) у Прудентополісі (Парана). У січні 1943 року вступив до новіціату Отців Василіян у Прудентополісі.
1945 року переїжджає на Ірасему, де здобув гуманітарну і філософську освіту. Наприкінці 1948 року розпочав богословські студії в Григоріанському університеті в Римі, здобув ступінь бакалавра та ліценціата.
1 січня 1950 року склав довічні обіти в Римі в церкві святих Сергія і Вакха. Піддияконські свячення отримав 4 березня 1951 року в Колегії святого священномученика Йосафата в Римі (святитель Преосвященний Владика Іван Бучко). Дияконські свячення отримав 25 березня 1951 року в Римі, а ієрейські свячення — 12 листопада 1951 року в церкві святих Сергія і Вакха в Римі (святитель Преосвященний Владика Іван Бучко).

### Душпастирська і викладацька діяльність
- Від серпня 1952 до 1955 року — помічник в церкві святого священномученика Йосафата в Прудентополісі; віце-ректор і професор Малої семінарії Святого Йосифа.
- 1955–1959 роки — ректор і професор тієї самої Малої семінарії.
- 1959-1969 роки — ігумен обителі і парафії святого священномученика Йосафата в Прудентополісі.
- 1961 року — маґістр новіціату Сестер Служебниць і Катехиток Серця Ісусового.
- 1965 року — обраний консультором бразилійської провінції Святого Йосифа.
- 1969 року — брав участь у Генеральній капітулі Отців Василіян у Римі. Того самого року призначений ігуменом студійної обителі Отців Василіян у Куритибі.
- 1970 року — обраний протоігуменом провінції святого Йосифа Отців Василіян у Бразилії.

### Єпископ
29 листопада 1971 року — номінований єпископом-коад'ютором владики Йосифа Мартинця з правом наступництва.
13 лютого 1972 року Святіший Отець Павло VI в базиліці святого Петра в Римі уділив йому єпископські свячення. В березні повертається до Бразилії і розпочинає своє пастирське служіння разом із Владикою Йосифом Мартинцем.
У травні 1978 року, у зв'язку з тим, що владика Йосиф склав повноваження, перебирає керівництво єпархією.
Під час свого управління Куритибською єпархією владика Єфрем зробив значний внесок до справи консолідації місцевого українства. Завдяки сильному впливу церкви, особливо Української греко-католицької церкви в Бразилії, єпископи і священики через релігію намагалися підтримувати в середовищі громади український дух, заохочували вивчати українську мову, зберігати національні традиції, звичаї і фольклор.
За час свого єпископського служіння владика Єфрем відкрив 2 єпархіальні семінарії, єпархіальний дім для літніх людей, 156 нових греко-католицьких церков, велику кількість будинків для парафіяльної діяльності.

Владика брав активну участь в усіх Синодах УГКЦ в Італії та в Україні.

Єпископський герб Єфрема Кривого з девізом «Любов не переминає»

За його ініціативи та підтримки виникли українські клуби «12 листопада» м. Прудентополіс та «Полтава» м. Куритиба (останній заснований 1980 року, об'єднує католицьку молодь українського походження, має танцювальний колектив, капелу бандуристів, хор, оркестр народних інструментів та суботню школу). Заснував український фольклорний колектив «Веселка» (Прудентополіс).
Владика Єфрем Кривий сприяв заснуванню великої кількості громадських організацій етнічних українців Бразилії, наприклад, Українсько-бразильської центральної репрезентації (заснована в 1985 році, неприбуткова громадська організація, яка координує всі об'єднання етнічних українців), Асоціації українсько-бразильської молоді (заснована в 1972 році, координує діяльність молодіжних громадських організацій українців Бразилії) тощо.
13 грудня 2006 року Святіший Отець Бенедикт XVI прийняв зречення владики Єфрема з уряду єпарха Куритибського. Його наступником на престолі Куритибської єпархії став єпископ Володимир Ковбич, ЧСВВ.
Помер 3 квітня 2012 року в Куритибі. Похований в крипті кафедрального собору святого Івана Хрестителя.

## Нагороди
- Орден «За заслуги» (Україна) III ступеня[2]

- Заслужений громадянин штату Парана.

- Почесний громадянин мм. Куритиба, Іваї, Прудентополіс, Маллет, Уніон-да-Віторіа, Пітанга, Ребоусас, Фронтін, Апукарана, Антоніо-Олінто, Круз-Машадо та Іраті.

- Відзнака Кабінету Міністрів України.